# Кувейт на Играх доброй воли
Кувейт принимал участие только в одних летних Играх доброй воли — Играх 1986 года.
Спортивная делегация Кувейта завоевала всего 1 медаль, не золотую.

## Медальный зачёт

### Медали на летних Играх
| Игры        | Золото         | Серебро        | Бронза         | Всего          | Место          |
| Москва 1986 | 0              | 0              | 1              | 1              | 27             |
| 1990        | не участвовали | не участвовали | не участвовали | не участвовали | не участвовали |
| 1994        | не участвовали | не участвовали | не участвовали | не участвовали | не участвовали |
| 1998        | не участвовали | не участвовали | не участвовали | не участвовали | не участвовали |
| 2001        | не участвовали | не участвовали | не участвовали | не участвовали | не участвовали |
| Всего       | 0              | 0              | 1              | 1              |                |